# Marigny-le-Châtel
Marigny-le-Châtel är en kommun i departementet Aube i regionen Grand Est (tidigare regionen Champagne-Ardenne) i nordöstra Frankrike. Kommunen ligger  i kantonen Marcilly-le-Hayer som ligger i arrondissementet Nogent-sur-Seine. År 2022 hade Marigny-le-Châtel 1 753 invånare.

## Befolkningsutveckling
Antalet invånare i kommunen Marigny-le-Châtel
Referens: INSEE

## Galleri

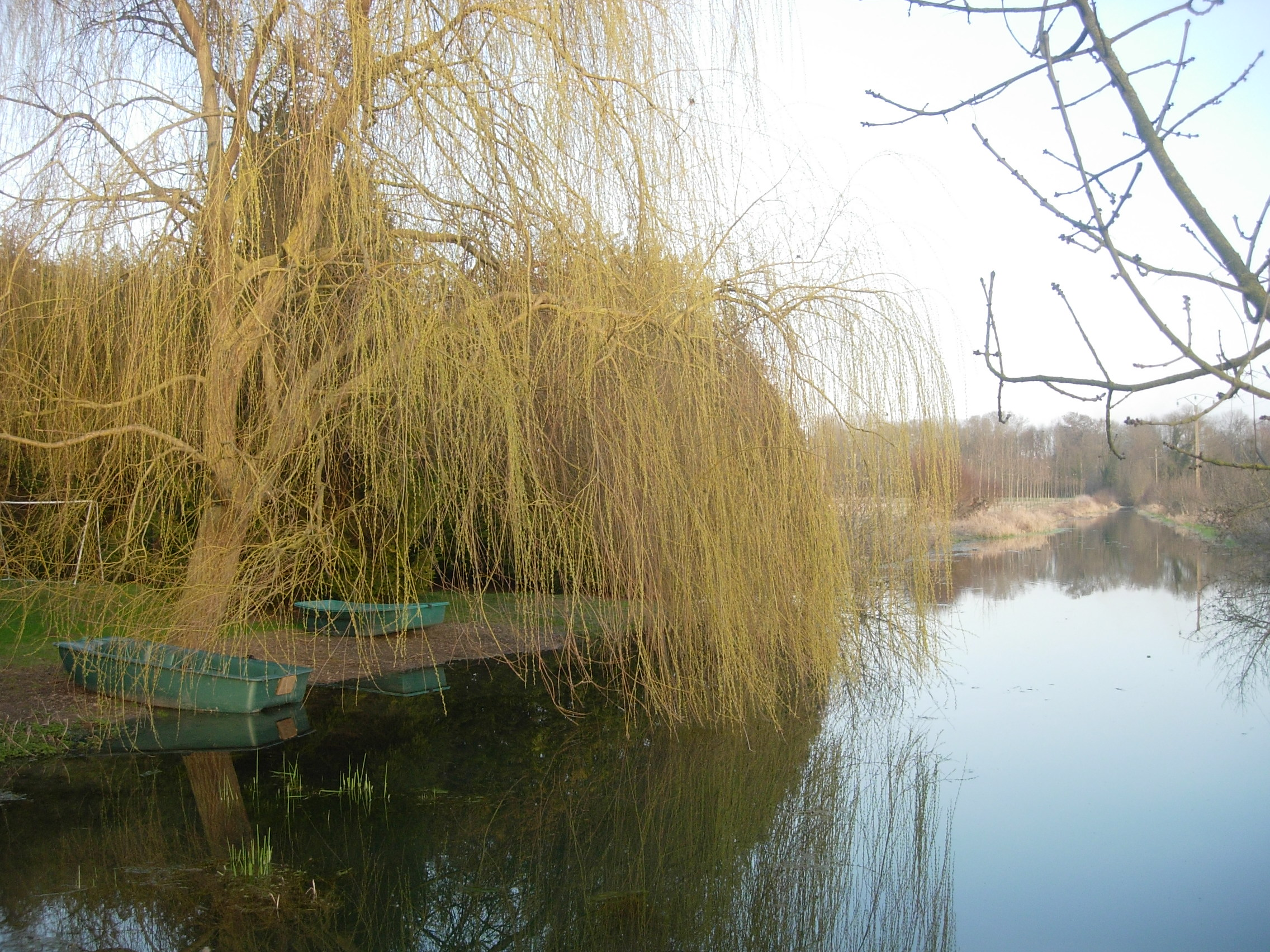
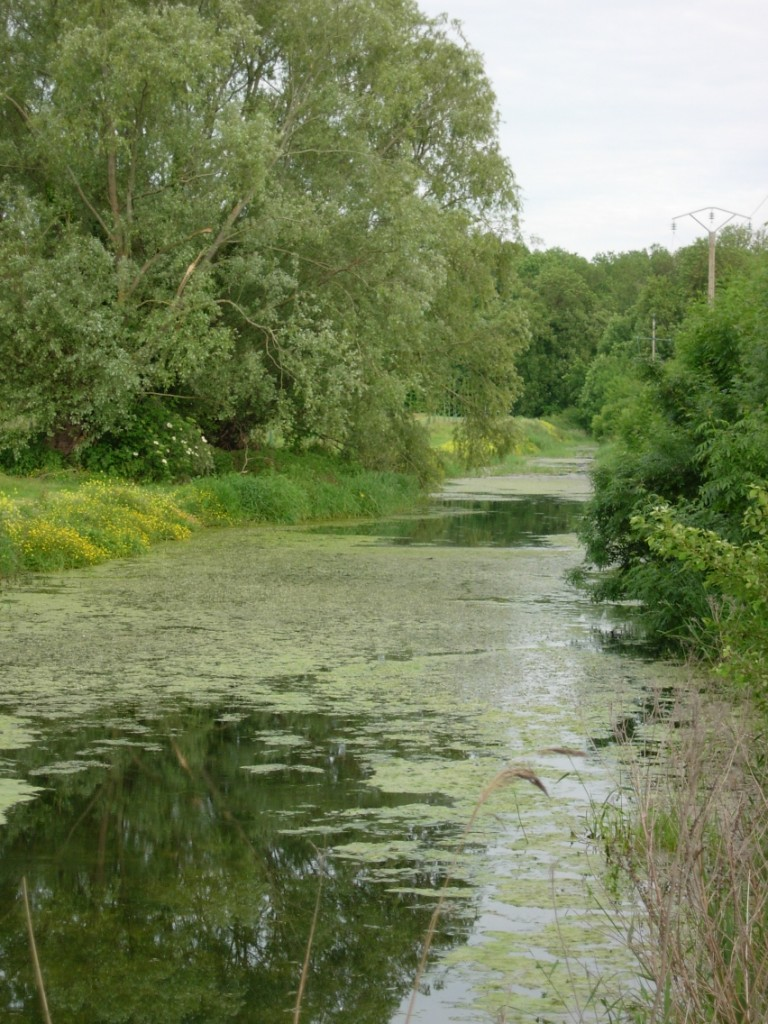
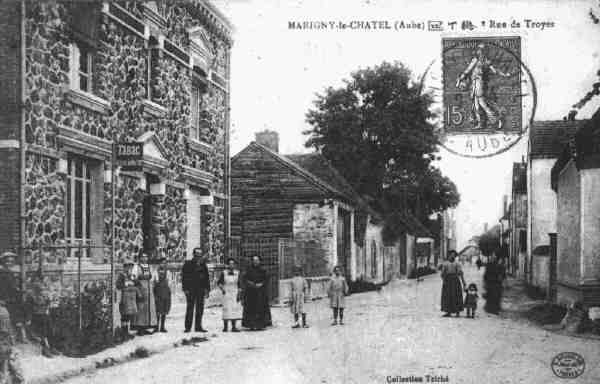
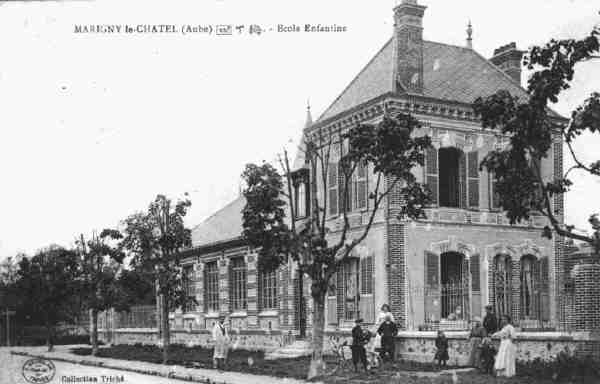
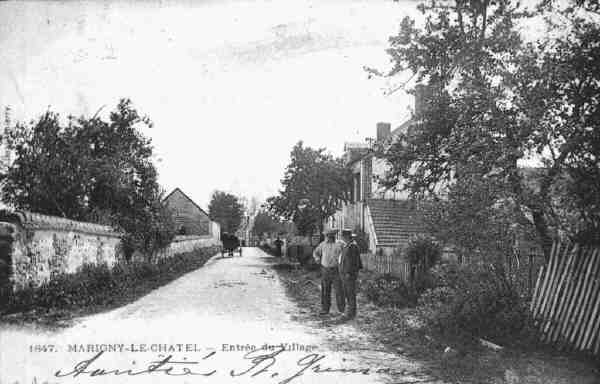